# Legally Blonde 2: Red, White & Blonde
Legally Blonde 2: Red, White & Blonde (en España, Una rubia muy legal 2: rojo, blanco y rubio; en Hispanoamérica, Legalmente rubia 2: más rubia que nunca) es una película estadounidense del 2003, secuela de Legally Blonde (2001). Fue producida una vez más por Metro-Goldwyn-Mayer y protagonizada por Reese Witherspoon como Elle, como también Luke Wilson, Sally Field, Regina King, Bruce McGill y Bob Newhart. En Reino Unido se tituló Legally Blonde 2: Bigger, Bolder and Blonder y en la versión para Japón fue llamada Cutie Blonde 2: Happy Max.
Aunque la historia que cuenta la película tenga lugar en Washington  D. C., fue rodada en las oficinas del Delta Center y en el Capitolio de Utah en Salt Lake City, y en el Capitolio de Illinois en Springfield. Las supuestas "escenas aéreas" en los edificios de Washington D. C. eran réplicas a escala construidas por el equipo de la película.

## Argumento
Elle Woods (Reese Witherspoon) quiere que su perro Chihuahua, Bruiser, se reúna con su madre porque le gustaría que la madre de Bruiser vaya a su boda (la de Elle). Elle contrata a un detective para que encuentre a su madre, sólo para descubrir que la compañía que tiene a la madre de su perro es una cosmética que usa a la madre de Bruiser para probar los cosméticos. Ella descubre que su estudio jurídico representa a C'est Magnifique Corporation, y en sus propuestas anuales propone que el estudio detenga los ensayos con animales de C'est Magnifique. Ella dice que el estudio sobre animales es injusto, y como resultado la echan del estudio jurídico.
Elle decide dejar Boston, donde conoció a su novio, y se va Washington D. C. Elle está enojada porque la madre de su perro es una testeadora de cosméticos, por lo que decide dar "voz a los que no pueden hablar" y prohibir los experimentos con animales, para lo cual pondrá en marcha (a su manera) una auténtica odisea legislativa en el Senado de los Estados Unidos, en la que se valdrá de todos los recursos disponibles y de la colaboración de muchos de sus amigos y conocidos, incluyendo algunos que logra hacer en el camino, así como la de un equipo legislativo en el que, aunque en un principio es rechazada debido a su personalidad, sus miembros acaban reconociendo que el trabajo de Elle es admirable y que vale la pena defenderlo y llevarlo adelante.

## Reparto
- Reese Witherspoon como Elle Woods.
- Regina King como Grace Rossiter.
- Luke Wilson como Emmett Richmond.
- Sally Field como Victoria Rudd.
- Jennifer Coolidge como Paulette Bonafonté.
- Bruce McGill como Stanford "Stan" Marks.
- Bob Newhart como Sid Post.
- Jessica Cauffiel como Margot Chapman.
- Dana Ivey como Libby Hauser.
- Alanna Ubach como Serena McGuire.
- Mary Lynn Rajskub como Reena Giulian.

## Música
| N.º | Título                                                            | Artista(s)            | Duración |  |
| 1.  | «We Can»                                                          | LeAnn Rimes           | 3:40     |  |
| 2.  | «Breakthrough»                                                    | Hope 7                | 2:45     |  |
| 3.  | «Atomic Dog» (Dogs of the World Unite Remix) (featuring Coolio)   | George Clinton        | 4:23     |  |
| 4.  | «Me Against the World»                                            | Superchic(K)          | 2:58     |  |
| 5.  | «I'm Just a Bill»                                                 | Deluxx Folk Implosion | 3:26     |  |
| 6.  | «Sisters Are Doin' It for Themselves» (featuring Aretha Franklin) | Eurythmics            | 4:53     |  |
| 7.  | «More Bounce (In California)»                                     | Soul Kid #1           | 3:59     |  |
| 8.  | «For What It's Worth»                                             | Candyskins            | 4:00     |  |
| 9.  | «Power To the People»                                             | John Lennon           | 3:21     |  |
| 10. | «America»                                                         | Lou Reed              | 2:49     |  |
| 11. | «We Can» (American Mix)                                           | LeAnn Rimes           | 3:36     |  |

## Recepción
Aunque la interpretación de Reese Witherspoon fue apreciada, la película recibió mayormente críticas negativas, y lo nombraron en el puesto #21 en el ranking de la revista Entertainment Weekly como una de Las 25 Peores Secuelas. Mantiene un porcentaje de 38% en Rotten Tomatoes, la crítica consensúa que "esta rubia payasa es menos divertida que la última vez".

### Recaudación
La película se estrenó el miércoles antes del Cuatro de Julio en 2003 y recaudó cerca de $40 millones el lunes. Sin embargo, en el siguiente fin de semana la película recaudó la mitad y LB2 rápidamente dejó de estrenarse en los cines. Recaudando $90 millones en los U.S., la película fue un suceso para el estudio ya que la mayoría pensaron que su interpretación sería igual de maravillosa como la última gran película de Whitherspoon, Sweet Home Alabama.